# Маяки-Удобне
46°24′44″ пн. ш. 30°16′23″ сх. д. / 46.41222° пн. ш. 30.27306° сх. д.
Маяки́-Удо́бне — пункт пропуску через державний кордон України на кордоні з Молдовою.
Розташований в Одеській області, Одеський район, неподалік від села Маяки на автошляху E87, із яким збігається М15. Із молдавського боку розташований пункт пропуску «Паланка» в однойменному селі, Штефан-Водський район, на автошляху R52 у напрямку Штефан-Воде.
Вид пункту пропуску — автомобільний. Статус пункту пропуску — міжнародний.
Характер перевезень — пасажирський, вантажний.
Окрім радіологічного, митного та прикордонного контролю, пункт пропуску «Маяки-Удобне» може здійснювати санітарний, фітосанітарний, ветеринарний, екологічний та контроль Служби міжнародних автомобільних перевезень.
Пункт пропуску «Маяки-Удобне» входить до складу митного посту «Білгород-Дністровський» Південної митниці. Код пункту контролю — 50008 23 00 (11).

## Реконструкція
На реконструкцію міжнародного пункту пропуску «Паланка», яка розпочалася у вересні 2016 року, Євросоюз виділив 4,75 млн євро. Закінчення робіт тут намічено на вересень 2018 року.
Усього на будівництво сучасного міжнародного пункту пропуску Європейський союз виділив понад 6 млн євро. Про це заявив Петро Порошенко 7 жовтня 2016 р. під час візиту в Одеську область.